# Boubacar-Ba-Universität Tillabéri
Die Boubacar-Ba-Universität Tillabéri (französisch Université Boubacar Ba de Tillabéri) ist eine staatliche Universität in der Stadt Tillabéri in Niger.

## Geschichte
Die Universität Tillabéri wurde durch ein Gesetz vom 19. August 2014 gegründet, mit dem auch die Universität Agadez, die Universität Diffa und die Universität Dosso geschaffen wurden. Die neuen Universitäten sollten jeweils einen Themenbereich hervorheben, der die Potenziale der Region, in der sie angesiedelt wurden, widerspiegelte. Im Fall der Region Tillabéri war dies die in Bau befindliche Kandadji-Talsperre am Fluss Niger, die zur Spezialisierung eines universitären Instituts auf Agrar- und Ernährungswissenschaft führte.
Mit Boureïma Alpha Gado wurde am 16. Januar 2015 der erste Rektor ernannt. Die Anzahl der Studierenden stieg von 349 (davon 39 weiblich) im Studienjahr 2016/2017 auf 440 (davon 69 weiblich) im Studienjahr 2018/2019 an. Am 9. Februar 2018 wurde die Universität Tillabéri nach dem Mathematiker Boubacar Ba (1935–2013), dem ersten Rektor der Universität Niamey, benannt. Am 4. Januar 2024 wurde Boureïma Karimou Harouna zum Rektor ernannt.

## Abteilungen
- Naturwissenschaftliche Fakultät
- Technisches Universitätsinstitut[4]